# Fritz Huber (Ringer)
Fritz Huber (* 6. April 1949 in Weißbach (Bad Reichenhall)) ist ein ehemaliger deutscher Ringer und Gewinner der Bronzemedaille bei der Europameisterschaft 1969 im griechisch-römischen Stil im Fliegengewicht.

## Werdegang
Fritz Huber wuchs im Stadtteil Weißbach von Bad Reichenhall auf und begann als Schüler beim AC Bad Reichenhall mit dem Ringen. Sein erster Trainer, von dem er viel lernte, war der Altinternationale Josef Paar. Fritz rang hauptsächlich im griechisch-römischen Stil. Schon im Jugendbereich war er sehr erfolgreich und wurde 1965 (Klasse bis 40 kg Körpergewicht), 1966 (Klasse bis 43 kg Körpergewicht) und 1967 (Klasse bis 48 kg Körpergewicht) deutscher Jugendmeister im griechisch-römischen Stil. 1967 gewann er diesen Titel zudem auch im freien Stil. Bei den Senioren gewann er im Jahr 1970 seinen ersten deutschen Meistertitel im Fliegengewicht im griechisch-römischen Stil vor dem ehemaligen Vizeweltmeister Rolf Lacour.
Bei seinem ersten Start bei einer internationalen Meisterschaft gelang ihm auch gleich der größte Erfolg seiner Karriere, als er bei der Europameisterschaft in Modena im Fliegengewicht im griechisch-römischen Stil die EM-Bronzemedaille gewann. 1971 erreichte er bei der Weltmeisterschaft in Sofia im Fliegengewicht einen respektablen 6. Platz.
1972 vertrat der die Bundesrepublik Deutschland bei den Olympischen Spielen in München und kam im Fliegengewicht auf den 10. Platz. Zum Abschluss seiner internationalen Laufbahn schaffte er bei der Europameisterschaft 1974 in Madrid im Bantamgewicht mit zwei Siegen noch einen 7. Platz.
Fritz Huber, der nach seinem Abitur Hotelkaufmann geworden war, konzentrierte sich dann verstärkt auf seine berufliche Entwicklung und trat bei internationalen Meisterschaften nicht mehr an. Er rang aber noch viele Jahre für den KSV Witten 07. Mit diesem Verein wurde er 1978, 1980 und 1981 deutscher Mannschaftsmeister.

## Internationale Erfolge
(OS = Olympische Spiele, WM = Weltmeisterschaft, EM = Europameisterschaft, alle Wettkämpfe im griechisch-römischen Stil, Fliegengewicht, damals bis 52 kg, Bantamgewicht, damals bis 57 kg Körpergewicht)
| Jahr | Platz | Wettbewerb                            | Gewichtsklasse | |
| 1969 | 3.    | EM in Modena                          | Fliegen        | mit Siegen über Ernst Tanner, Schweiz und Jean-Claude Moreau, Frankreich und Niederlagen gegen Kjell Fernström, Schweden, Sefik Namli, Türkei und Boško Marinko, Jugoslawien   |
| 1970 | 4.    | Turnier in Split                      | Fliegen        | hinter Gheorghe Stoiciu, Rumänien, Miroslav Zeman, CSSR und Ion Dumitru, Rumänien                                                                                              |
| 1971 | 2.    | Turnier in Salzburg                   | Fliegen        | hinter József Doncsecz, Ungarn und vor Otto Köb, Österreich |
| 1971 | 6.    | WM in Sofia                           | Fliegen        | mit Siegen über Chaia, Libanon und Bilal Tabur, Türkei, einem Unentschieden gegen Giuseppe Bognanni, Italien und Niederlagen gegen Iwan Kotschergin, UdSSR und József Doncsecz |
| 1972 | 1.    | Vorolympisches Turnier in München     | Fliegen        | vor Stefan Angelow, Bulgarien und Paul Schneider, BRD |
| 1972 | 10.   | OS in München                         | Fliegen        | mit einem Sieg über Trond Martiniussen, Norwegen und Niederlagen gegen Gheorghe Stoiciu und József Doncsecz                                                                    |
| 1974 | 4.    | Klippan-Turnier                       | Bantam         | hinter Farchat Mustafin, UdSSR, Petar Kirow, Bulgarien und Per Lindholm, Schweden                                                                                              |
| 1974 | 7.    | EM in Madrid                          | Bantam         | mit Siegen über Theodorus Lammers, Belgien und Jánus Szönyi, Ungarn und Niederlagen gegen Ivan Frgić, Jugoslawien und Krasimir Stefanow, Bulgarien                             |
| 1975 | 3.    | Turnier in Clermont-Ferrand           | Bantam         | hinter Krasimir Stefanow und Ahmadreza, Iran und vor Kowalik, Polen und Mercader, Frankreich                                                                                   |
| 1975 | 4.    | Großer Preis der BRD in Aschaffenburg | Bantam         | hinter Hans-Jürgen Veil, BRD, Krasimir Stefanow und Ion Dulica, Rumänien und vor Ernst Hack, Österreich und Pasquale Passarelli, BRD                                           |

## Deutsche Meisterschaften
| Jahr | Platz | Stil | Gewichtsklasse |                                                                       |
| 1969 | 2.    | GR   | Fliegen        | hinter Rolf Lacour, Köllerbach und vor Albert Wieser, Bad Reichenhall |
| 1969 | 3.    | F    | Fliegen        | hinter Rolf Lacour und Albert Wieser                                  |
| 1970 | 1.    | GR   | Fliegen        | vor Rolf Lacour und Mario Sabattini, Freiburg-St. Georgen             |
| 1970 | 3.    | F    | Fliegen        | hinter Mario Sabattini und Albert Wieser                              |
| 1971 | 1.    | GR   | Fliegen        | vor Horst Nettesheim, Köln und Rolf Lacour                            |
| 1972 | 1.    | GR   | Fliegen        | vor Rolf Lacour und Paul Schneider, Heusweiler                        |
| 1973 | 2.    | GR   | Bantam         | hinter Hans-Jürgen Veil, Schifferstadt und vor Hans Edfelder, Anger   |
| 1974 | 1.    | GR   | Bantam         | vor Hans-Jürgen Veil und Wilhelm Barie, Aschaffenburg                 |
| 1976 | 1.    | GR   | Bantam         | vor Pasquale Passarelli, Ludwigshafen am Rhein und Wilhelm Barie      |

Anm.: GR = griechisch-römischer Stil, F = freier Stil